# António Ildefonso dos Santos Silva
Dom António Ildefonso dos Santos Silva O.S.B. (Macieira da Maia, Vila do Conde, 8 de Novembro de 1893 - Luanda, 13 de Agosto de 1958) foi um bispo católico português. Foi o primeiro Bispo da Diocese de Silva Porto, agora chamada Diocese do Cuíto-Bié.

## Biografia
Nasceu na freguesia de Macieira da Maia, concelho de Vila do Conde a 8 de Novembro de 1893. Era primo do poeta, escritor e empresário português António Lopes Ferreira.
Em 1905 entrou, como oblato no Mosteiro de Singeverga, da Ordem de São Bento na freguesia de Roriz, Santo Tirso. Em 1910 entrou para a Abadia de Maredsous, na Bélgica, onde continuou os seus estudos e noviciado, adotando o nome de Frei Ildefonso em 29 de Janeiro de 1911. Fez os votos a 5 de Fevereiro do ano imediato. Estudou filosofia em Maria Laach am Jauerling, na antiga Prússia renana.
Em Agosto de 1914, durante o 1.º ano de Teologia foi surpreendido pela Primeira Guerra Mundial e como tal foi obrigado a servir de enfermeiro na ambulância da Abadia de Maredsous. Tendo conseguido transpor a pé as linhas germânicas, embarcou para Inglaterra, onde viveu quatro meses. Dali dirigiu-se para a Irlanda onde fez a profissão solene a 2 de Maio de 1915 e foi ordenado diácono e subdiácono em Setembro do ano seguinte. 
A 14 de Outubro de 1916 recebeu a ordenação sacerdotal no Seminário de São Patrício. Acabada a guerra voltou para Maredsous, onde exerceu os cargos de hospedeiro da Abadia e prefeito da Escola Abacial até Setembro de 1919, data em que voltou para Singeverga. Em Abril de 1931 de foi nomeado subprior de Singeverga e em 1932 prior conventual. Em 1938 foi eleito prior claustral, cargo que ocupou até embarcar para as Missões do Moxico, em Janeiro de 1940. Apenas chegado a África foi nomeado Vigário-Geral do Moxico.
Por Bula pontifícia de 4 de Setembro de 1940 foi criada a diocese de Silva Porto. O Papa Pio XII nomeou-o para ser o primeiro Bispo de Silva Porto. No dia 26 de Julho de 1942, aos 48 anos, é ordenado Bispo pelo então Arcebispo de Luanda Dom Moisés Alves de Pinho.

Faleceu, com 64 anos, em Luanda, no dia 14 de Agosto de 1958.